# Thermische Quantenfeldtheorie
Die thermische Quantenfeldtheorie oder kurz thermische Feldtheorie ist ein Gebiet der Physik. Sie beschreibt Elementarteilchenphysik bei Temperaturen, die höher als der absolute Nullpunkt liegen. Zu diesem Zweck vereinigt die thermische Feldtheorie die Quantenfeldtheorie und die statistische Physik; alternativ kann die thermische Feldtheorie auch als Vereinigung der Quantenstatistik mit der Speziellen Relativitätstheorie gesehen werden.
Die Aussagen der thermischen Feldtheorie werden unter anderem in der Kosmologie benötigt, da in der Frühzeit des Universums hohe Teilchendichten, hohe Temperaturen und hohe Teilchenenergien vorherrschten, sodass die Beschreibung der Physik zu dieser Zeit eine Vereinigung aller Teilgebiete der thermischen Feldtheorie in einer umfassenden Theorie notwendig macht. Vollständig beschrieben wurde eine thermische Feldtheorie erstmals 1960 von Alexander Iljitsch Achijeser und Sergei Wladimirowitsch Peletminski.
Eine der bedeutendsten Aussagen der thermischen Feldtheorie ist, dass der Higgs-Mechanismus, der für die Massen der Elementarteilchen verantwortlich ist, analog zur Aufhebung der Magnetisierung eines Ferromagneten oberhalb der Curie-Temperatur, bei genügend hohen Temperaturen aufgehoben wird.